# مارک، بلژیوم
مارک (به لاتین: Marke) یک منطقهٔ مسکونی در بلژیک است که در کورتریک واقع شده‌است. مارک ۸٫۱۱۴۱۶۰ کیلومتر مربع مساحت و ۷٬۹۳۳ نفر جمعیت دارد.